# Sinodiapterna troitzkyi
Sinodiapterna troitzkyi är en skalbaggsart som beskrevs av Jacobson 1897. Sinodiapterna troitzkyi ingår i släktet Sinodiapterna och familjen Aphodiidae. Inga underarter finns listade i Catalogue of Life.